# Гуєво
Гуєво (рос. Гуево) — село в Суджанському районі Курської області Росії.
Населення становить 904 особи. Входить до складу муніципального утворення Гуєвська сільрада.

## Історія
Населений пункт розташований на території українського етнічного та культурного краю Східна Слобожанщина.
Від 2004 року входить до складу муніципального утворення Гуєвська сільрада.

### Російське вторгнення в Україну
7 серпня 2024 року, під час боїв у Курській області, село було взяте під контроль ЗСУ.
1 квітня 2025 року Інститут вивчення війни, на основі інформації від російських пропагандистів, повідомив що російська армія повернула контроль над селищем.
5 квітня 2025 року Українські Повітряні сили завдали високоточного удару авіабомбами AASM HAMMER по місцю скупчення російських штурмовиків у селі Гуєво. Удар завдав винищувач МіГ-29.

## Населення
| 2002 | 2010 |
| ---- | ---- |
| 1034 | ↘904 |

## Інфраструктура
Особисте підсобне господарство. Школа. У селі 410 будинків.